# Simon de Vries Czn.

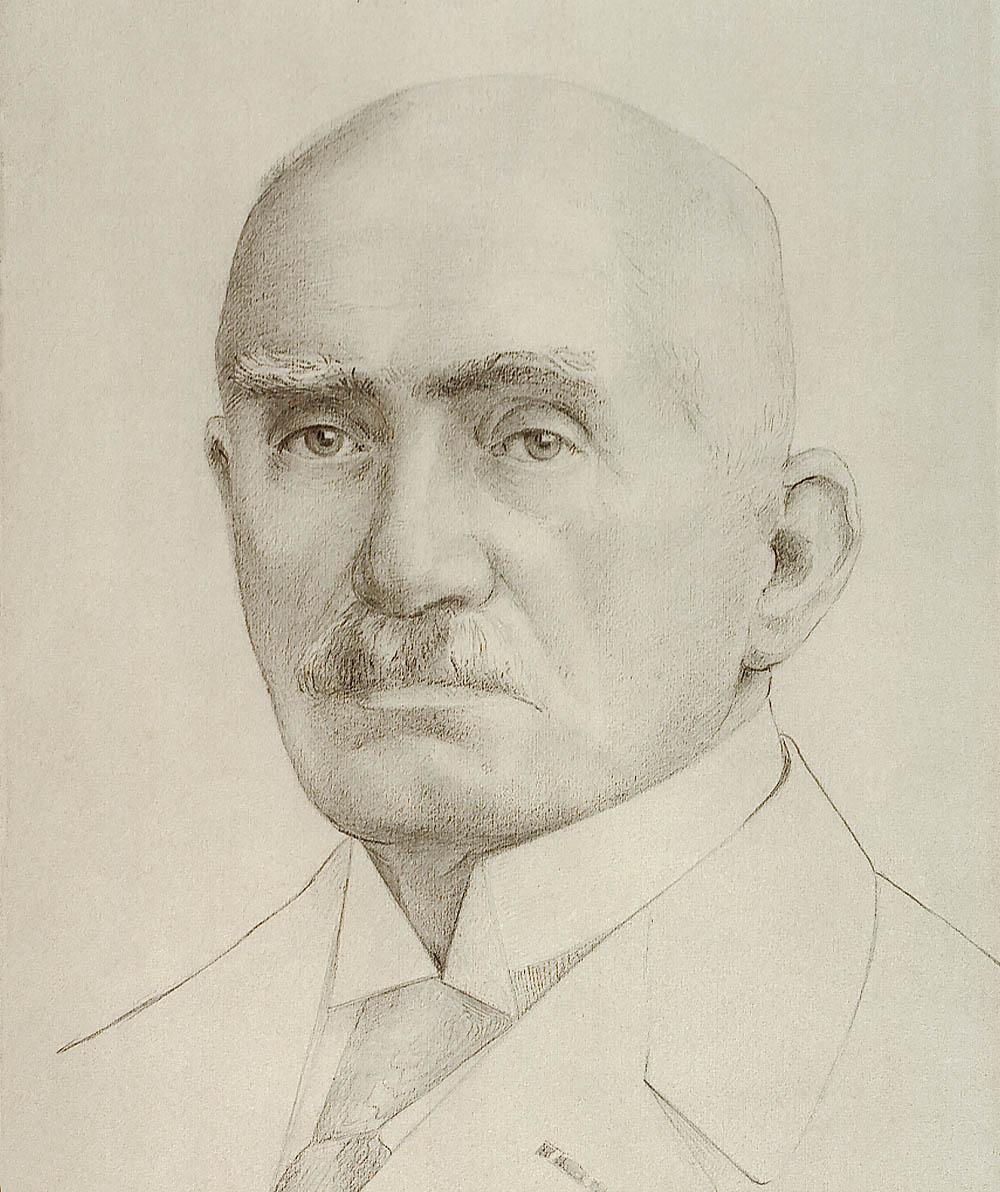
Simon de Vries Czn. (Zeichnung von A.C. de Neeve)

Simon de Vries Corneliszoon (Czn.) (* 9. Januar 1869 in Zaandam; † 27. September 1961 in Wassenaar) war ein niederländischer Politiker der Antirevolutionären Partei ARP (Anti-Revolutionaire Partij), der unter anderem zwischen 1902 und 1905 sowie erneut von 1907 bis 1908 Mitglied der Zweiten Kammer der Generalstaaten (Tweede Kamer der Staten-Generaal) war. Im Kabinett Ruijs de Beerenbrouck I war er zwischen 1918 und 1921 Finanzminister sowie von 1922 bis 1923 noch Mitglied der Ersten Kammer der Generalstaaten (Eerste Kamer der Staten-Generaal).

## Leben

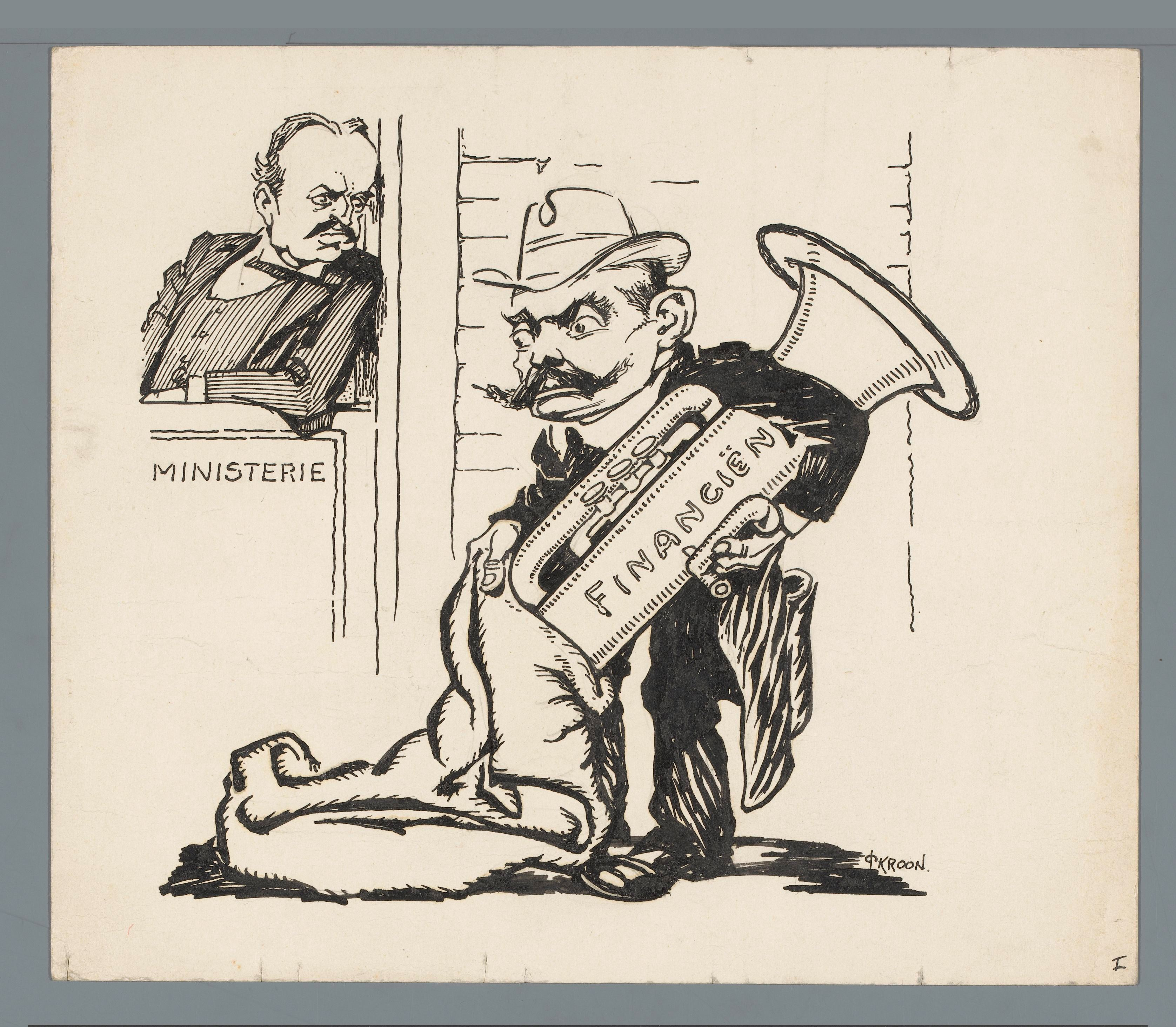
de Vries als Finanzminister (Karikatur von Patricq Kroon)

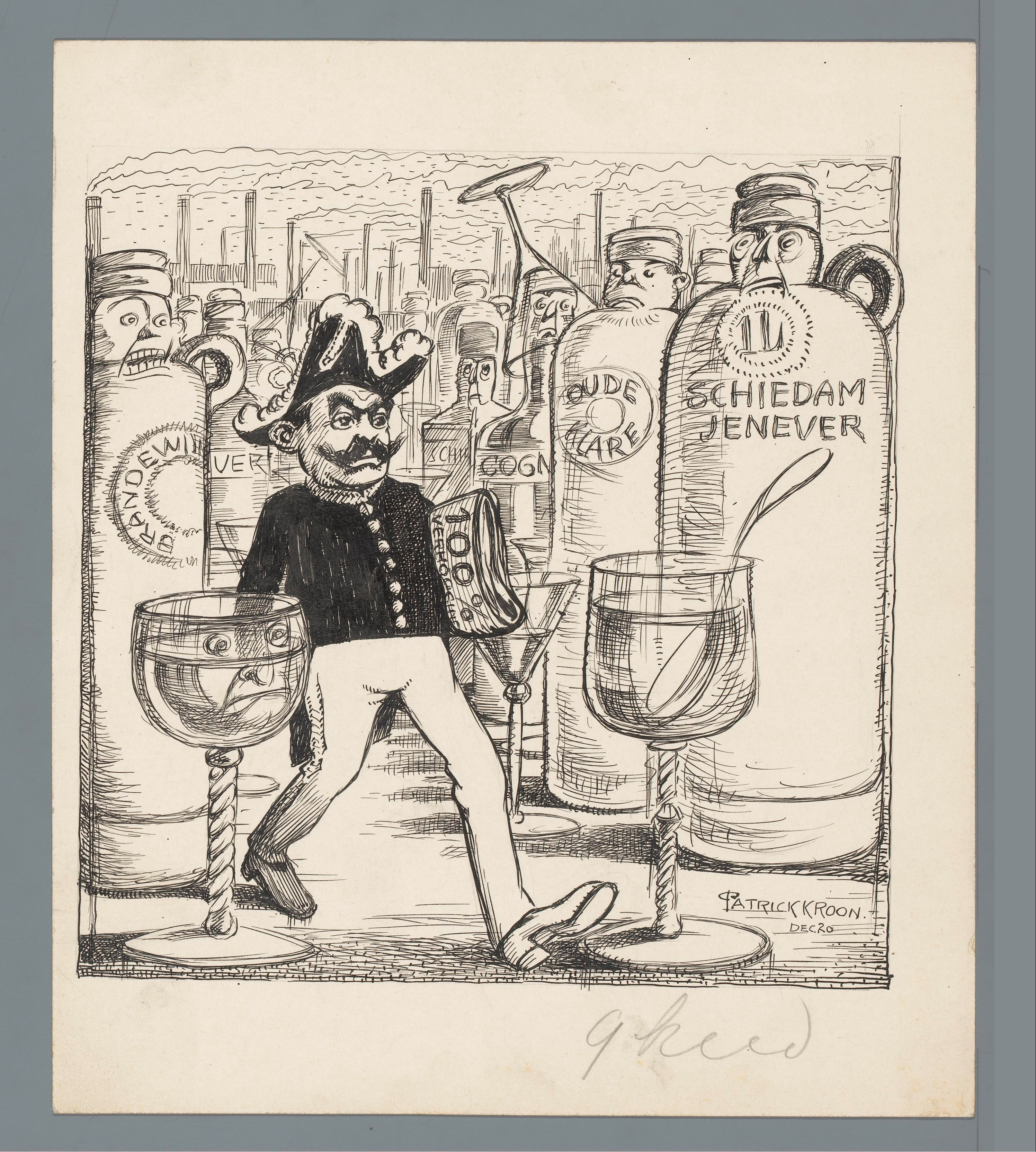
de Vries als Finanzminister (Karikatur von Patricq Kroon)

Simon de Vries Corneliszoon, der nach dem Studium als Lehrer und in einer gemeinsamen Kanzlei mit Hendrik Bijleveld als Rechtsanwalt tätig war, wurde am 18. November 1902 für die Antirevolutionäre Partei ARP (Anti-Revolutionaire Partij) im Wahlbezirk Gouda als Nachfolger von Alexander Willem Frederik Idenburg erstmals Mitglied der Zweiten Kammer der Generalstaaten (Tweede Kamer der Staten-Generaal) und gehörte dieser bis zum 19. September 1905 an. Bei den Wahlen 1905 unterlag er im Wahlkreis Gouda Willem Theodoor Cornelis van Doorn von der Liberalen Union LU (Liberale Unie) sowie im zweiten Wahlgang im Wahlkreis Amsterdam VII Piet Nolting vom Freisinnig-Demokratischen Bund VDB (Vrijzinnig Democratische Bond). Auch im Wahlkreis Arnhem unterlag er im zweiten Wahlgang, und zwar gegen Kornelis Eland von der Liberalen Union. Am 11. Dezember 1907 wurde er im Wahlkreis Sneek wiederum Mitglied der Zweiten Kammer der Generalstaaten, nachdem er zuvor bei einer Nachwahl A. Ferf von der Liberalen Union geschlagen hatte. Er gehörte der Zweiten Kammer bis zum 18. September 1908 an. Als Abgeordneter sprach er hauptsächlich über Grundschulbildung und Renten. Daraufhin wechselte er 1908 in die Stadtverwaltung von Amsterdam und war zunächst Beigeordneter (Wethouder) für Bildung sowie während des Ersten Weltkrieges Beigeordneter für Finanzen.
Am 9. September 1918 wurde de Vries as Finanzminister (Minister van Financiën) in das Kabinett Ruijs de Beerenbrouck I berufen. Er galt dabei als „zweite Wahl“, nachdem andere Politiker das Amt zuvor abgelehnt hatten. Während seiner Amtszeit wurde 1920 eine neue Vergütungsverordnung für Beamte eingeführt sowie 1921 eine Sparaufsichtsbehörde (Bezuinigingsinspectie) zur Überwachung der Effizienz der Staatsausgaben gegründet. Die Zweite Kammer kritisierte die mangelnde Konsequenz des Ministers, insbesondere im Bereich der (Pflicht-)Darlehen, der Besteuerung und der Beamtengehälter. Er musste daher einige Male in der Kammer sprechen, um die Gesetzesentwürfe zur Steuererhöhung durchzusetzen. 1921 wurden zudem mehrere Gesetze zur Erhöhung der Steuern verabschiedet, beispielsweise die Verbrauchsteuer auf Spirituosen und die Erbschaftssteuer. Ferner wurden die Verbrauchsteuer auf Tabak und neue Steuersätze für Vermögen und Einkommen eingeführt. Die Ablehnung von Artikel 7 zur Besteuerungsgrundlage seines Grundsteuergesetzentwurfs (ontwerp-Wet Grondbelasting) am 14. Mai 1921 war für ihn Anlass, die Aussetzung der Prüfung des Vorschlags zu beantragen. Nach der Umbildung des Kabinetts am 28. Juli 1921 wurden er sowie der Kriegs- und Marineminister Generalleutnant Willem Frederik Pop nicht wieder in die Regierung berufen und er als Finanzminister von Dirk Jan de Geer abgelöst. Die Gerüchte, dass er Marineminister werden würde, traten nicht ein und Jannes Johannes Cornelis van Dijk übernahm das Amt des Kriegs- und Marineministers.
Nach seinem Ausscheiden aus der Regierung wurde Simon de Vries am 25. Juli 1922 Mitglied der Ersten Kammer der Generalstaaten (Eerste Kamer der Staten-Generaal) und vertrat in dieser bis zum 18. September 1923 die Provinz Groningen. Er war ferner zwischen 1926 und 1945 Mitglied des Kuratoriums der Vrije Universiteit Amsterdam und wurde 1928 Mitglied des Aufsichtsrates des N.V. Christelijk Volksdagblad „De Amsterdammer“. Am 1. September 1931 wechselte er in die Stadtverwaltung Den Haag und war dort bis zum 3. September 1935 Beigeordneter für soziale Angelegenheiten sowie später zwischen dem 5. September 1939 und dem 1. September 1941 noch Beigeordneter für kommunale Unternehmen von Den Haag.